# Martin Olsson
Martin Tony Waikwa Olsson (Gävle, 17 de maig de 1988) és un futbolista professional suec que juga al Malmö FF i a la selecció sueca. Anteriorment, va jugar al Blackburn Rovers FC, on va arribar després de superar una prova, el 2006, provinent del Högaborgs BK suec al Norwich City, Swansea City, Helsingborgs IF i BK Häcken.

## Biografia

### Primers anys
Olsson va néixer a Gävle (Suècia). Té un germà bessó, Marcus, que també és jugador de futbol (actualment juga al Derby County). El seu pare és suec, mentre que la seva mare és de Kenya.
És cunyat del jugador de bàsquet dels Dallas Mavericks Dirk Nowitzki, que està casat amb Jessica, la germana de Martin.
Olsson va iniciar la seva carrera futbolística al Högaborgs BK, equip on també havia debutat l'estrella sueca Henrik Larsson. Olsson despuntava a les categories inferiors de l'equip la temporada 2005-06 quan va cridar l'atenció de diversos clubs europeus. Finalment, el gener de 2006 l'equip anglès del Blackburn Rovers va contractar-lo per seguir progressant a la seva acadèmia de futbol.

### Blackburn Rovers
El debut d'Olsson amb el primer equip del Blackburn es va produir en un partit de classificació de la Copa de la UEFA la temporada 2007-08, quan va substituir a Stephen Warnock. El seu debut a la Premier League va ser contra el Derby County, en un partit que el Blackburn va guanyar, per 2-1, el 30 de desembre de 2007. Aleshores Olsson va entrar, el minut 84, en substitució de Morten Gamst Pedersen. Aquella temporada 2007-08 va ser escollit com el millor jugador jove de l'equip per l'afició del Blackburn. Aquell mateix maig va signar un contracte per quatre temporades.
El 24 de setembre de 2008 Olsson va marcar el seu primer gol amb el Blackburn, marcant el gol de la victòria en l'encreuament amb l'Everton corresponent a la Copa de la Lliga. El 20 de gener de 2010 va marcar un gol espectacular en la derrota, per 6-4, contra l'Aston Villa, en les semifinals de la Copa de la Lliga d'aquella temporada.
El 23 de novembre de 2009 va ser expulsat per doble amonestació, després d'haver fet dues faltes al davanter del Tottenham Hotspur FC Aaron Lennon. El seu primer gol a la Premier League es va produir el 10 de febrer següent, contra el Hull City, a Ewood Park, en un partit que acabaria 0-1. El 28 de març de 2010, en el seu 40è partit amb el Blackburn, es va deixar caure a l'àrea del Burnley, amb qui disputaven el derbi d'East Lancashire, provocant que l'àrbitre senyalés un penalt. David Dunn va marcar aquesta pena màxima, provocant que l'equip de Blackburn aconseguís la victòria (0-1). El 29 de març Olsson va admetre que no havia estat falta, tot i que el seu entrenador, Sam Allardyce, va defensar-lo, assegurant que el jugador suec havia estat el millor jugador del partit.
L'estiu de 2010 va renovar el seu contracte per cinc temporades més, en un moviment que Olsson va descriure com una decisió molt fàcil. A més, va afegir que havia guanyat molta confiança, gràcies tant als entrenadors com als companys d'equip, i que estava millorant partit a partit. Finalment, també va afegir que "no és rellevant si soc vist com un extrem o un lateral esquerra, tot i que he disfrutat el paper ofensiu, tenint l'oportunitat de marcar gols."
El juny de 2010 Olsson va firmar un nou contracte, per cinc anys, amb el Blackburn Rovers, que l'hauria de mantenir a l'equip fins l'estiu de 2015. Al començar la temporada 2010-11, Olsson va adjudicar-se el número 3, a proposta de l'entrenador Sam Allardyce. Va disputar el primer partit de la temporada, contra l'Everton, el 14 d'agost de 2010, disputant els 90 minuts de lateral esquerra. El seu primer gol de la temporada el va marcar contra el Liverpool el 5 de gener de 2011, en un partit que va acabar en victòria per 3-1. El 12 de febrer de 2011 Olsson va disputar el seu 50è partit de Premier League, jugant com a titular contra el Newcastle United, i acabant els 90 minuts sobre el terreny de joc. El 30 d'abril va aconseguir un altre gol, als 20 minuts del partit que va enfrontar al Blackburn contra el Bolton Wanderers. El 22 de maig següent, Olsson també va disputar els 90 minuts del partit que va certificar la permanència de l'equip, gràcies a la victòria aconseguida, per 3-2, contra el Wolverhampton Wanderers FC. Al final de la temporada, havia disputat 32 partits, marcant 2 gols entre totes les competicions.
A partir de la temporada 2011-12, Olsson va passar a ser un jugador clau. Va iniciar la temporada jugant com a lateral esquerra, ocupant la posició de Gaël Givet qui, al seu torn, ocupava el centre de la defensa, on hi havia diversos jugadors lesionats. Olsson va realitzar una assistència de gol en la victòria, per 4-3, contra l'Arsenal. Després d'ajudar Suècia a classificar-se per l'Eurocopa de 2012, Olsson va convertir-se en l'home del partit, jugant d'extrem esquerra, en l'empat contra el Queens Park Rangers per 1-1 a Loftus Road. A l'acabar la temporada, Olsson havia disputat 31 partits en totes les competicions, tot i que no va aconseguir ajudar l'equip a salvar la categoria, ja que el Blackburn va acabar en 19a posició amb només 31 punts.

### Norwich City
El 10 de juliol de 2013 Olsson va fitcar pel Norwich City, equip de la Premier League, per un preu no publicat. He signed a four-year deal at Carrow Road. El seu primer gol amb el nou equip el va aconseguir contra el Bury, en un partit de la Lliga Cupm el 27 d'agost de 2013. Va ser el millor jugador del partit en la victòria del Norwich per 1–0 contra el Crystal Palace FC el 30 de novembre de 2013.
En el primer partit de la temporada 2014-15, Olsson va ser expulsat en la derrota del Norwich contra el Wolverhampton. Posteriorment va ser castigat per conducta inapropiada per la Federació Anglesa de Futbol per, suposadament, haver fet contacte físic amb l'àrbitre Simon Hooper. El 18 d'agost, la suspensió d'Olsson es va allargar a tres partits més, després que la Federació Anglesa el trobés culpable de conducta impròpia. A més, també va ser multat amb £3,000 lliures esterlines.

## Estadístiques
Actualitzat el 2 d'abril de 2016
| Club             | Temporada     | Lliga          | Lliga   | Lliga | FA Cup  | FA Cup | Lliga Cup | Lliga Cup | Altres  | Altres | Total   | Total |
| Club             | Temporada     | Divisió        | Partits | Gols  | Partits | Gols   | Partits   | Gols      | Partits | Gols   | Partits | Gols  |
| ---------------- | ------------- | -------------- | ------- | ----- | ------- | ------ | --------- | --------- | ------- | ------ | ------- | ----- |
| Blackburn Rovers | 2007-08       | Premier League | 2       | 0     | 0       | 0      | 1         | 0         | 1       | 0      | 4       | 0     |
| Blackburn Rovers | 2008-09       | Premier League | 9       | 0     | 3       | 0      | 3         | 1         | 0       | 0      | 15      | 1     |
| Blackburn Rovers | 2009-10       | Premier League | 21      | 0     | 1       | 0      | 5         | 1         | 0       | 0      | 27      | 1     |
| Blackburn Rovers | 2010-11       | Premier League | 29      | 2     | 1       | 0      | 2         | 0         | 0       | 0      | 32      | 2     |
| Blackburn Rovers | 2011-12       | Premier League | 27      | 0     | 1       | 0      | 3         | 0         | 0       | 0      | 31      | 0     |
| Blackburn Rovers | 2012-13       | Championship   | 29      | 0     | 4       | 0      | 0         | 0         | 0       | 0      | 33      | 0     |
| Blackburn Rovers | Total         | Total          | 117     | 2     | 10      | 0      | 14        | 2         | 1       | 0      | 142     | 4     |
| Norwich City     | 2013-14       | Premier League | 34      | 0     | 1       | 0      | 2         | 1         | 0       | 0      | 37      | 1     |
| Norwich City     | 2014-15       | Championship   | 45      | 1     | 0       | 0      | 0         | 0         | 0       | 0      | 45      | 1     |
| Norwich City     | 2015-16       | Premier League | 18      | 1     | 1       | 0      | 2         | 0         | 0       | 0      | 21      | 1     |
| Norwich City     | Total         | Total          | 97      | 2     | 2       | 0      | 4         | 1         | 0       | 0      | 103     | 3     |
| Total carrera    | Total carrera | Total carrera  | 214     | 4     | 12      | 0      | 18        | 3         | 1       | 0      | 245     | 7     |